# Precinct de Bellmont
Le precinct de Bellmont est un precinct électoral situé à l'ouest du comté de Wabash dans l'Illinois, aux États-Unis. En 2010, ce precinct comptait une population de 702 habitants.

## Source de la traduction
- (en) Cet article est partiellement ou en totalité issu de l’article de Wikipédia en anglais intitulé « Bellmont Precinct, Wabash County, Illinois » (voir la liste des auteurs).